# Mario Proth
Mario Proth, nom de plume d'Ernest Proth (1832-1891), est un journaliste, critique littéraire et écrivain français.

## Biographie
Mario Proth est né le 2 octobre 1832 à Sin-le-Noble (Nord) et mort le 22 avril 1891  à Paris.
Le 31 mars 1871, durant la Commune de Paris, il est arrêté pour détournement de papiers de l'Etat. Il est libéré le 4 avril sur ordonnance de non lieu du délégué de la sureté générale, Raoul Rigault. 
Il a vécu et est mort au 21, rue Visconti à Paris.
Il est le fondateur de la Revue internationale cosmopolite et a collaboré à :  La Presse, Le Charivari, La Jeune France, La Pensée nouvelle, L’Illustration, la Pensée nouvelle, le Bien public…

## Citation
« Il a usé le plaisir sans trêve, les voluptés faciles, l'excentricité superbe, l'orgie abracadabrantesque. »

(Les Vagabonds, 1865, page 125)

## Publications
- Les Vagabonds[6], Michel Lévy frères, Paris, 1865 lire en ligne sur Gallica
- Le Boulevard du crime, Paris, 1872 lire en ligne sur Gallica
- Voyage au pays des peintres, Paris, Vaton/Baschet, 1875, 1876, 1877, 1878 voir sur Gallica
- Ch. Floquet, Quantin, 1883 lire en ligne sur Gallica